# Katherine Nye
Katherine Nye (Bowlegs, 5 de janeiro de 1999) é uma halterofilista estadunidense, medalhista olímpica.

## Carreira
Nye conquistou a medalha de prata nos Jogos Olímpicos de Verão de 2020 em Tóquio, após levantar 249 kg na categoria feminina para pessoas com até 76 kg.Ela ganhou a medalha de prata na divisão de 69 kg no Campeonato Mundial Júnior de Halterofilismo de 2018.